# Cueta apicalis
Cueta apicalis is een insect uit de familie van de mierenleeuwen (Myrmeleontidae), die tot de orde netvleugeligen (Neuroptera) behoort. 
Cueta apicalis is voor het eerst wetenschappelijk beschreven door Navás in 1929.